# Список умерших в 707 году

## Апрель
- 15 апреля — Аббон II, епископ Меца (697—707), местночтимый святой.

## Июль
- 18 июля — Император Момму, 42-й император Японии (697—707).

## Октябрь
- 18 октября — Иоанн VII, Папа Римский (705—707).

## Дата смерти неизвестна или требует уточнения
- Индрехтах мак Дунхадо, король Коннахта (704—707).
- Иоанн Марон, маронитский патриарх Антиохии и Сирии, согласно маронитам, является основателем и первым патриархом Маронитской церкви, святым которой он является.
- Нарси, персидский полководец, бежавший к династии Тан.
- Теодофред, знатный вестгот, герцог; отец последнего правителя Вестготского королевства Родериха.
- Хидульф, аббат, иногда называемый епископом Трира; святой.